# Steve Berrios
Steve Berrios (New York, 24 februari 1945 - aldaar, 25 juli 2013) was een Amerikaanse jazzmuzikant (drums, percussie) van de latin jazz en de cuban jazz.

## Biografie
Steve Berrios werd geboren in Manhattan. Zijn ouders waren afkomstig uit Puerto Rico en kwamen midden jaren 1920 naar de Verenigde Staten. Zijn vader Steve Berrios sr. was drummer bij de leidende latinbands uit dit tijdperk, zoals Marcelino Guerra, Noro Morales, Miguelito Valdez en Pupi Campo. Steve jr. speelde aanvankelijk trompet en won enkele amateurconcoursen in het New Yorkse Apollo Theatre. Uiteindelijk wisselde hij naar de drums. Zijn eerste invloeden waren Willie Bobo en Julio Collazo, de meester van de Batá-percussie. Op 19-jarige leeftijd kreeg hij zijn eerste professionele optredens, toen hij huisdrummer werd in een hotelband in Manhattan. Eind jaren 1960 werd hij lid van de band van Mongo Santamaria, waartoe hij behoorde tot 1980.
Berrios werd spoedig een van de leidende jazzdrummers en werkte in de loop van zijn carrière mee aan meer dan 300 plaatopnamen. Hij werkte met bands van de Afro-Cuban-jazz als Pucho & His Latin Soul Brothers, Joe Panama, Celia Cruz, Milton Cardona, Ray Mantilla, Chico O'Farrill en Hilton Ruiz, maar ook met artiesten van de modernjazz, zoals David Amram, Michael Brecker, Sonny Fortune, Don Grolnick, Ron Holloway, Kenny Kirkland, Wallace Roney, Grover Washington jr., Carla White, Randy Weston en Art Blakey. Hij was een van de oprichters van de Fort Apache Band van Jerry Gonzalez en hij behoorde ook tot het orkest van Dizzy Gillespie, de Mingus Big Band (Que Viva Mingus, 1997) en het percussie-ensemble M'Boom van Max Roach.
In 1994 nam hij met zijn formatie Son Bachéte, waartoe onder andere de trompettist Eddie Henderson, de tenorsaxofonist Peter Brainin en de altsaxofonist Joe Ford behoorden, zijn eerste album First World op onder zijn eigen naam, waarop zanger Freddy Cole als gast meewerkte. In 1996 volgde het tweede album Steve Berrios & Son Bachéche and Then Some!, dat werd genomineerd voor een Grammy Award. Steve Berrios werkte ook mee aan een reeks filmsoundtracks, zoals Crimes and Misdemeanors (Woody Allen, 1989), Mo' Better Blues (1990) en Jungle Fever (1991) van Spike Lee, de muziekdocumentaire film Calle 54 (2000) van Fernando Trueba en de speelfilm El Cantante (2006). Berrios publiceerde bovendien de leervideo Latin Rhythms Applied to the Drumset.

## Overlijden
Steve Berrios overleed in juli 2013 op 68-jarige leeftijd.
- Bibliothèque nationale de France: cb13931855g (data)
- Gemeinsame Normdatei: 134690427
- International Standard Name Identifier: 0000 0000 5514 9321
- Library of Congress Control Number: n92005757
- MusicBrainz: 81987c6c-5928-464a-934b-696825c3d16a
- Système universitaire de documentation: 156658941
- Virtual International Authority File: 66654640
- WorldCat: E39PBJxRDM4GJYcWTgcWkVPJDq